# Raffaellino del Garbo

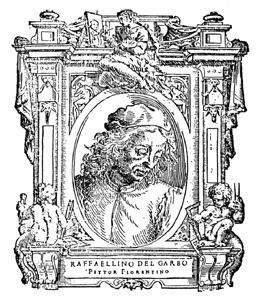
Raffaellino del Garbo

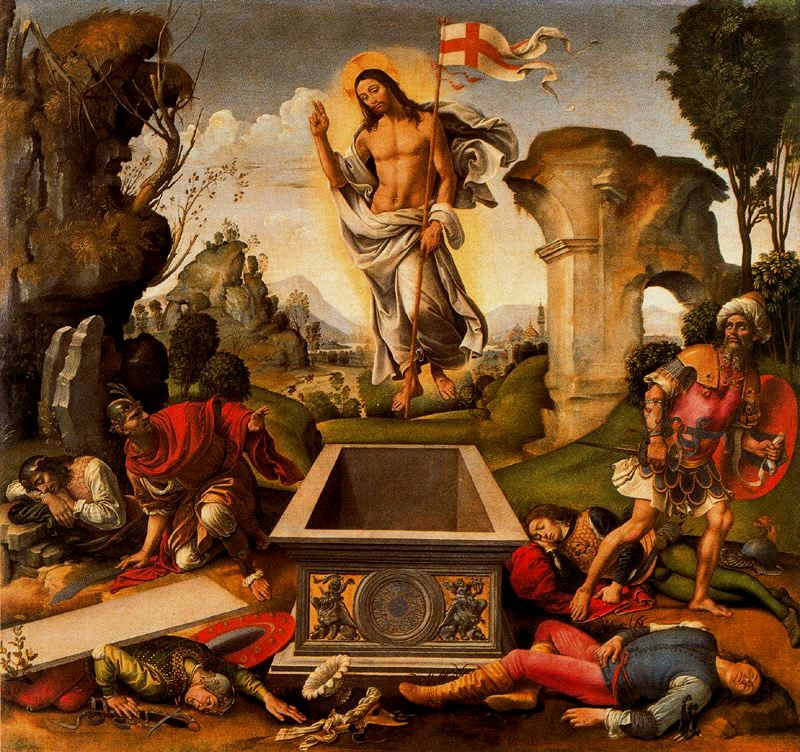
Auferstehung Christi, 1510

Raffaellino del Garbo (* um 1466 oder um 1470 in San Lorenzo a Vigliano, Ortsteil von Barberino Val d’Elsa; † 1524 in Florenz) war ein italienischer Maler.

## Leben
Im Roten Buch der Lucasgilde ist in den Jahren 1503 und 1505 der Name Raffaellino di Bartollommeo del Garbo erwähnt. Sein Vater war Bartolomeo di Giovanni di Carlo di Cocco stammte aus Valdelsa und starb 1479. Ein Immatrikulationseintrag bei der Vereinigung der Maler, Ärzte und Apotheker vom 15. November 1499 nennt „Raphael Bartolommei Nicola Capponi pictor nel Garbo“. Der Zusatz „Nicola Capponi“ beruht darauf, dass der Junge nach dem Tod des Vaters von Nicolo Capponi adoptiert wurde. Er war zuvor für zwei Jahre von einem Verwandten namens Pasquino di Carlo aufgenommen worden, bis dieser starb. Er wurde daher teilweise auch Rafifaello dei Carli genannt. So sind für ihn zahlreiche Namen überliefert, als er in Siena arbeitete, signierte er mit „Raphael de Florentia“. Weitere Abwandlungen sind Raffaello di Bartolomeo di Giovanni di Carlo, wobei die Namenszusätze sich auf den Vater und den Großvater beziehen sollen. Im Jahr 1505 führte er mit dem Sohn des Carlo einen Prozess, in dem es um Besitztümer seiner Großmutter väterlicherseits ging. Dieser wurde zu seinen Gunsten entschieden. Im Jahr 1518 kam es erneut zu einem Prozess zwischen den beiden.
Del Garbo war Schüler des Filippino Lippi und um 1493 dessen Gehilfe bei der Ausführung der Fresken in Santa Maria sopra Minerva in Rom. Seit 1498 war er Meister in Florenz.
Er hatte sich an seinen Lehrmeister so eng angeschlossen, dass seine Bilder häufig mit denen des ersteren verwechselt wurden. In seinen reifsten Werken übertraf er ihn jedoch durch Anmut und Schönheit. Seine bedeutendsten Staffeleibilder Madonna mit dem Kind und zwei Engeln und Madonna mit dem Kind, von Engeln und Heiligen umgeben befanden sich in einem Berliner Museum. Beide, aus der Sammlung Solly stammend, sind wahrscheinlich 1945 zerstört worden.
Sein Sohn Bartolomeo, bekannt als Bontaca, war ebenfalls Maler, er starb am 25. November 1555.
Der Beiname del Garbo rührt von der Straße her, in der er wohnte. In der Via del Garbo (später ein Teil der Via Coodotta) hatte er eine Werkstatt.
Im Oktober 2018 zeigte das bayerische Fernsehen einen Bericht über die im Dörner-Institut in München erfolgende Restaurierung seines Gemäldes Die Beweinung Christi.